# 郑国华
郑国华，男，1972年11月15日出生，江西省抚州市临川区人，博士，教授。曾先后于东华理工大学、广西师范大学、北京体育大学、清华大学人文学院、爱尔兰国立科克大学亚洲研究院学习。曾先后入选省部级百千万人才程人选、省151人才工程第二层次人选、领军和拔尖人才第一层次人选等。

主要业绩

附：

课题类

1、主持国家社科基金课题“亚欧国家民族传统体育流变的比较研究”（项目号：10BTY006），2014年11月结项，被国家社科基金委鉴定为“优秀”。

2、主持国家社科基金课题“我国民族传统体育失范研究”（项目号：07CTY004），2009年7月项目结项，被国家社科基金委鉴定为“优秀”。

3、主持国家体育总局社会科学课题“城镇化与我国民俗体育发展”（项目号：846ss05109），2006年结项，被国家体育总局鉴定为“优秀”。

4、主持国家体育总局重点项目“民族传统体育发展与和谐社会构建的关系”（项目号：08TYWH096）2008年12月。

5、主持浙江省哲学社会科学重点项目“我国民族传统体育发展模式的形成、演变与重构”（项目号：11ZJQN019YB），2011年11月。

6、主持宁波市领军和拔尖人才项目“高校服务型体育人才培养的探索”，2012.03.

7、主持宁波市重点高层次人才项目“亚洲传统体育流变研究”，2010.09.

8、主持宁波市哲学社会科学带头人项目“宁波休闲产业发展与城市功能提升研究”，2011.03

9、主持浙江省151人才项目“武力观念与中国乡土社会的权威与秩序”，2014.12.

10、参与执笔国家哲学社会科学课题“建国以来我国重大体育决策的历史审视”（项目号：08BTY024）。

11、参与执笔国家哲学社会科学重点课题“2008年奥运会提升中国国际地位和声望的研究”（项目号：03ATY001）。

12、参与执笔国家哲学社会科学重
大项目“2008年北京奥林匹克运动会我国备战、参赛若干重大问题研究”研究，2006年6月。

13、参与执笔国家哲学社会科学重点课题“我国竞技体育发展模式的形成、演变与重构研究”（项目号：04ATY003）。

14、参与执笔国家哲学社会科学重点课题“中国网球文化崛起的战略研究”，2013年9月。

15、参与国家哲学社会科学课题“新农村建设背景下民俗体育文化变迁的理论与实践研究”（项目号09CTY013），2009.6

论著类

1、独著《我国民族传统体育失范研究》人民体育出版社，2011，6.

2、独著《中国城镇化进程中的民俗体育发展问题研究》中国时代经济出版社，2012.04

3、独著《高校服务型体育人才培养的理论与实践》中国时代经济出版社，2013.04

4、独著 《社会转型与我国民族传统体育文化传承》 北京体育大学，2007.7

5、独立编著 Nature, Society and Culture in Sports.England,UK: World AcademicPress, 2010.4. ISBN 978-1-84626-037-7

6、独立编著Education and Management in Sports. England,UK: World Academic Press, 2010,4. ISBN 978-1-84626-038-4

7、独立编著Theory and Practice of Competitive Sports. England,UK: World Academic Press, 2010,4. ISBN 978-1-84626-039-1

8、独立编著Application of Physiology and Psychology in Sports. England,UK: World Academic Press, 2010,4. ISBN 978-1-84626-040-7

9、第一主编Exercise and Physical Health. England,UK: World Academic Press,2011,7.ISBN 978-1-84626-101-5

10、第一主编Education Engineering in Sports. England,UK: World Academic Press,2011,7.ISBN 978-1-84626-102-2

11、第一主编Application of Computer Technology in Sports Teaching andTraining. England,UK: World Academic Press,2011,7.ISBN 978-1-84626-103-9

12、第一主编Management Engineering in Sports. England,UK: World AcademicPress,2011,7.ISBN 978-1-84626-104-6

13、第一主编Athletics and Marketing in Sports. England,UK: World Academic Press,2011,7. ISBN 978-1-84626-105-3

14、第一主编Theory and Practice of Sports Games and Training. England,UK: WorldAcademic Press,2011,7. ISBN 978-1-84626-106-0

15、第一主编Medical Engineering in Sports. England,UK: World AcademicPress,2011,7.ISBN 978-1-84626-107-7

16、第一主编Serving and Spreading in Sports. England,UK: World AcademicPress,2011,7.ISBN 978-1-84626-108-4

17、第一主编Sports Behavior and Psychology Improvement. England,UK: WorldAcademic Press, 2011,7. ISBN 978-1-84626-109-1

18、第一主编Measurement and Evaluation in Sports. England,UK: World AcademicPress, 2011,7. ISBN 978-1-84626-110-7

19、第一主编Sports Industry and Leisure. England,UK: World Academic Press,2011,7.ISBN 978-1-84626-111-4

20、第一主编School Physical Education andStudents’ Quality. England,UK: WorldAcademic Press,2011,7. ISBN 978-1-84626-112-1

论文类

1、“禄村变迁中的传统体育流变研究”，《体育科学》2010.10，本人排名第一。

2、“我国民族传统体育沉浸的影响模型”，《体育科学》2011.10，本人排名第一。

3、Force in the Construction of Authority and Social Order in China’s Rural Society: Cases in Qing Dynasty and the Republic of China，《International
Journal of the History of Sport》，2014.12.本人排名第一，SSCI收录。

4、Phase, foundation and problems: development of elite sports in China《BioTechnology : An Indian Journal》，2014，10(13)，本人排名第一，EI收入。

5、“理性选择与社区体育行为”，《北京体育大学学报》2006.9，本人排名第一。

6、“竞技运动何以能在西方产生”，《北京体育大学学报》2006.12，本人排名第一。

7、“中华体育精神、中华民族精神与北京奥运会”，《北京体育大学学报》，2007.6，本人排名第一。

8、“我国竞技体育发展模式的认识基础”，《北京体育大学学报》，2008.11，本人排名第一。

9、“对西部典型村寨体育变迁的个案考察”，《北京体育大学学报》，2009.11，本人排名第一。

10、“我国回族群众体育政策的历史演进”，《北京体育大学学报》2014.12，本人排名第一。

11、“我国民族传统体育失范的指标研究”《中国体育科技》2008.5，本人排名第一。

12、“我国民族传统体育失范研究”《中国体育科技》2011.03，本人排名第一。

13、“我国民族传统体育失范的指标研究”，人大复印G8《体育》全文转载，2008.12，本人排名第一。

14、“理解的艺术—从中西体育文化比较的视角评析”《武汉体育学院学报》2005.10，本人排名第一。

15、“城镇化与我国民俗体育发展”，《武汉体育学院学报》，2007.6，本人排名第一。

16、“我国部分少数民族村寨体育失范与矫治”《武汉体育学院学报》，2009.1，本人排名第一。

17、“我国体育改革的历史回顾与展望”，《武汉体育学院学报》，2008.6，本人排名第一。

18、“北京奥运会对我国文化产业发展的影响”《天津体育学院学报》2006.9，本人排名第一。

19、“中西体育文化价值选择的差异”，《天津体育学院学报》，2007.4，本人排名第一。

20、“北京奥运会中的民族精神观照”《江西师范大学学报》2006.4，本人排名第一。

21、“论我国民族传统体育失范的类型”《上海体育学院学报》2008.5，本人排名第一。

22、“论我国民族传统体育失范的成因”，《体育学刊》2008.12，本人排名第一。

23、“Formation and Evolution of the Development Model of China Competitive Sport”《THE JOURNAL OF SPORTS & PHYSICAL EDUCATION OF CHINA AND KOREA》 2008.10，本人排名第一。

24、The transformation of the Chinese social structure and the loss of Chinese traditional sport《2008 International Convention on Science, Education and Medicine in Sport》2008.8，本人排名第一。

25、“An Overview on Experience of China Competitive Sport Development”，《Pan-Asian Journal of Sports & Physical Education》，2009.1，本人排名第一。

26、“Modern Olympics with Chinese Culture Spirit Blended in”Nature, Society and Culture in Sports. England, UK: World Academic Press, 2010，本人排名第一。

27、“The historical examination of the development of China Competitive Sport”Theory and Practice of Competitive Sports. England, UK: World Academic Press, 2010，本人排名第一。

28、“我国竞技体育发展模式的形成、演变与重构研究”《体育科学》2007.10。

29、“城镇化对我国农村体育发展的影响”，《体育科学》2006.1。

30、“北京奥运会与我国文化产业发展”，《北京体育大学学报》，2007.10。

31、“近四年我国体育文化研究进展”《北京体育大学学报》2007.9。

32、“我国竞技体育管理体制现状及存在的问题”，《北京体育大学学报》2009.9。

33、“我国体育人文社会科学研究现状及发展趋势”，《北京体育大学学报》2007.11。

34、“我国体育人文社会科学研究现状及发展趋势”，人大复印G8《体育》全文转载， 2008.1。

35、“近10年《人大复印资料·体育》载文分析” ，《北京体育大学学报》2007.11。

36、“近10年《人大复印资料·体育》载文分析” ，人大复印G8《体育》全文转载，2010.3。

获奖

1、专著获浙江省第十七届哲学社会科学优秀成果奖，一等奖，颁奖单位：浙江省人民政府，2013.12.排名第一。[9]

2、研究成果获2012年浙江省高校科研成果奖，一等奖，颁奖单位：浙江省教育厅，2012.11，排名第一。[10]

3、研究成果奖获江西省第十五届社会科学优秀成果奖，二等奖，颁奖单位：江西省社科联、江西省政府办公厅、江西省委宣传部，排名第一。[11]

4、2013年荣获宁波大学人文社会科学突出贡献奖个人奖。

5、2012年荣获宁波大学“阳光教授”奖